# Cupa UEFA Intertoto 2005

## Primul tur
| Echipa #1           | Total | Echipa #2                      | Tur | Retur |
| ------------------- | ----- | ------------------------------ | --- | ----- |
| Beitar Jerusalem FC | 6–4   | FK Sileks Kratovo              | 4–3 | 2–1   |
| Bohemian F.C.       | 2–3   | K.A.A. Gent                    | 1–0 | 1–3   |
| Tiligul Tiraspol    | 2–9   | Pogoń Szczecin                 | 0–3 | 2–6   |
| Valletta F.C.       | 2–7   | FK Budućnost Podgorica         | 0–5 | 2–2   |
| FC Narva Trans      | 1–2   | K.S.C. Lokeren Oost-Vlaanderen | 0–2 | 1–0   |
| FC Victoria Rosport | 2–5   | IFK Göteborg                   | 1–2 | 1–3   |
| KS Dinamo Tirana    | 3–5   | NK Varteks                     | 2–1 | 1–4   |
| NK Slaven Belupo    | 2–0   | NK Drava Ptuj                  | 1–0 | 1–0   |
| Lernagorts-Ararat   | 1–9   | Neuchâtel Xamax                | 1–3 | 0–6   |
| CFR Ecomax Cluj     | 7–3   | FK Vėtra                       | 3–2 | 4–1   |
| Olympiakos Nicosia  | 0–16  | Gloria Bistrița                | 0–5 | 0–11  |
| Skála ÍF            | 0–3   | Tampere United                 | 0–2 | 0–1   |
| Vasas SC            | 0–2   | FK ZTS Dubnica                 | 0–0 | 0–2   |
| FK Žalgiris Vilnius | 2–0   | Lisburn Distillery F.C.        | 1–0 | 1–0   |
| FK Karvan           | 1–4   | Lech Poznań                    | 1–2 | 0–2   |
| FC Rànger's         | 1–6   | SK Sturm Graz                  | 1–1 | 0–5   |
| Bangor City F.C.    | 1–4   | FC Dinaburg                    | 1–2 | 0–2   |
| FK Smederevo        | 1–3   | FK Pobeda                      | 0–1 | 1–2   |
| FC Neman            | 0–1   | FC Tescoma Zlín                | 0–1 | 0–0   |
| Lombard-Pápa TFC    | 3–1   | FC WIT Georgia                 | 2–1 | 1–0   |
| FC Inter            | 4–0   | ÍA Akranes                     | 0–0 | 4–0   |

## Al doilea tur
| Echipa #1                      | Total  | Echipa #2              | Tur | Retur |
| ------------------------------ | ------ | ---------------------- | --- | ----- |
| SK Sigma Olomouc               | 1–0    | Pogoń Szczecin         | 1–0 | 0–0   |
| CFR Cluj                       | (p)1–1 | Athletic Bilbao        | 1–0 | 0–1   |
| VfL Wolfsburg                  | 5–3    | SK Sturm Graz          | 2–2 | 3–1   |
| Deportivo de La Coruña         | 4–2    | FK Budućnost Podgorica | 3–0 | 1–2   |
| B.B. Ankaraspor                | 1–4    | FK ZTS Dubnica         | 0–4 | 1–0   |
| FC Slovan Liberec              | 7–2    | Beitar Jerusalem FC    | 5–1 | 2–1   |
| AS Saint-Étienne               | 3–2    | Neuchâtel Xamax        | 1–1 | 2–1   |
| K.A.A. Gent                    | 1–0    | FC Tescoma Zlín        | 1–0 | 0–0   |
| Hamburger SV                   | 8–2    | FK Pobeda              | 4–1 | 4–1   |
| NK Slaven Belupo               | 4–2    | Gloria Bistrița        | 3–2 | 1–0   |
| K.S.C. Lokeren Oost-Vlaanderen | 3–5    | BSC Young Boys         | 1–4 | 2–1   |
| NK Varteks                     | 6–5    | FC Inter               | 4–3 | 2–2   |
| Tampere United                 | 1–0    | R. Charleroi S.C.      | 1–0 | 0–0   |
| Lombard-Pápa TFC               | 2–4    | IFK Göteborg           | 2–3 | 0–1   |
| FK Žalgiris Vilnius            | 3–2    | Dinaburg FC            | 2–0 | 1–2   |
| RC Lens                        | 3–1    | Lech Poznań            | 2–1 | 1–0   |

## Al treilea tur
| Echipa #1              | Total  | Echipa #2              | Tur | Retur |
| ---------------------- | ------ | ---------------------- | --- | ----- |
| Deportivo de La Coruña | 4–0    | NK Slaven Belupo       | 1–0 | 3–0   |
| Egaleo FC              | 4–5    | FK Žalgiris Vilnius    | 1–3 | 3–2   |
| Borussia Dortmund      | 1–1(a) | SK Sigma Olomouc       | 1–1 | 0–0   |
| BSC Young Boys         | 3–5    | Olympique de Marseille | 2–3 | 1–2   |
| NK Varteks             | 2–5    | RC Lens                | 1–1 | 1–4   |
| Roda JC                | (a)1–1 | FC Slovan Liberec      | 0–0 | 1–1   |
| UD Leiria              | 0–3    | Hamburger SV           | 0–1 | 0–2   |
| K.A.A. Gent            | 0–2    | Valencia CF            | 0–0 | 0–2   |
| FK ZTS Dubnica         | 1–5    | Newcastle United F.C.  | 1–3 | 0–2   |
| S.S. Lazio             | 4–1    | Tampere United         | 3–0 | 1–1   |
| IFK Göteborg           | 0–4    | VfL Wolfsburg          | 0–2 | 0–2   |
| CFR Cluj               | (a)3–3 | AS Saint-Étienne       | 1–1 | 2–2^  |

## Semifinale
| Echipa #1              | Total | Echipa #2              | Tur | Retur |
| ---------------------- | ----- | ---------------------- | --- | ----- |
| Valencia CF            | 4–0   | Roda JC                | 4–0 | 0–0   |
| FK Žalgiris Vilnius    | 2–7   | CFR Cluj               | 1–2 | 1–5   |
| SK Sigma Olomouc       | 0–4   | Hamburger SV           | 0–1 | 0–3   |
| Deportivo de La Coruña | 4–2   | Newcastle United F.C.  | 2–1 | 2–1   |
| VfL Wolfsburg          | 0–4   | RC Lens                | 0–0 | 0–4   |
| S.S. Lazio             | 1–4   | Olympique de Marseille | 1–1 | 0–3   |

## Finale
| Echipa #1              | Total | Echipa #2              | Tur | Retur |
| ---------------------- | ----- | ---------------------- | --- | ----- |
| CFR Cluj               | 2–4   | RC Lens                | 1–1 | 1–3   |
| Deportivo de La Coruña | 3–5   | Olympique de Marseille | 2–0 | 1–5   |
| Hamburger SV           | 1–0   | Valencia CF            | 1–0 | 0–0   |